# Fenioux, Deux-Sèvres

Fenioux este o comună în departamentul Deux-Sèvres, Franța. În 2009 avea o populație de 708 de locuitori.